# Кара-Коюнлу
Кара́-Коюнлу́ (с тюрк. — «чернобаранные» по изображению на знамени тамги кара-коюн; азерб. Qaraqoyunlular قاراقویونلولار; перс. قره قویونلو‎) — объединение (племенная конфедерация) огузских тюркских кочевых племён во главе с шиитской туркоманской династией из огузского рода Ивэ, а также созданное ими одноимённое государство, существовавшее в XIV—XV веках в Передней Азии, на территории современных Азербайджана, Армении, Ирака, северо-западного Ирана и восточной Турции.

## Происхождение
Кара-Коюнлу появились в Восточной Анатолии как и другие огузские племена, уходя от монголов из Трансокситании и Хорасана. Поскольку правящая семья этого племенного объединения в источниках финурирует как Бахарлу, она могла происходить из  Бахара около Хамадана. Эта местность  была населена огузским племенем  Ивэ, поэтому В. Минорский предположил, что бахарлу происходили из этого племени. К XIV веку бахарлу владели территориями севернее озера Ван и в окрестностях Мосула. Помимо бахарлу правящую династию называли барани, баранлу. Происхождение этого названия неизвестно.
По словам Ф. Сюмера, к какому огузскому племени принадлежали Кара-Коюнлу, неизвестно. Во главе конфедерации на этапе формирования конфедерации стояло племя саадлу (обосновавшиеся в XIV веке в области между Ереваном и местом впадения Арпачая в Аракс). В конфедерацию вошли бахарлу (из  Бахара около Хамадана), духарлу (проживавшие вокруг Эрзурума и Байбурта),  караманлу, (проживавшие вокруг Гянджи и Бердеа), агачери (из региона Мараша и Малатьи), айынлу (из региона Догубаязит) и чакырлу (из региона Эрдебиля). К ним примыкали племена дёгер,  алпаут  и караулус (из  региона Джабера и Эдессы).
П. Голден  утверждал, что основным племенем было бахарлу. Кроме  этого племени он называл  саадлу, караманлу, алпаут, духарлу, джагирлиу, хаджилу, агач-эри, чакырлу, айынлу, дёгер и байрамлу.
Туркмены племени духарлу впервые упоминаются в хронике Михаила Панаретоса под 340 годом.

Племена конфедерации Кара-Коюнлу зимовали в районе Диярбекира и Евфрата, а лето проводили  на плато Аладаг.

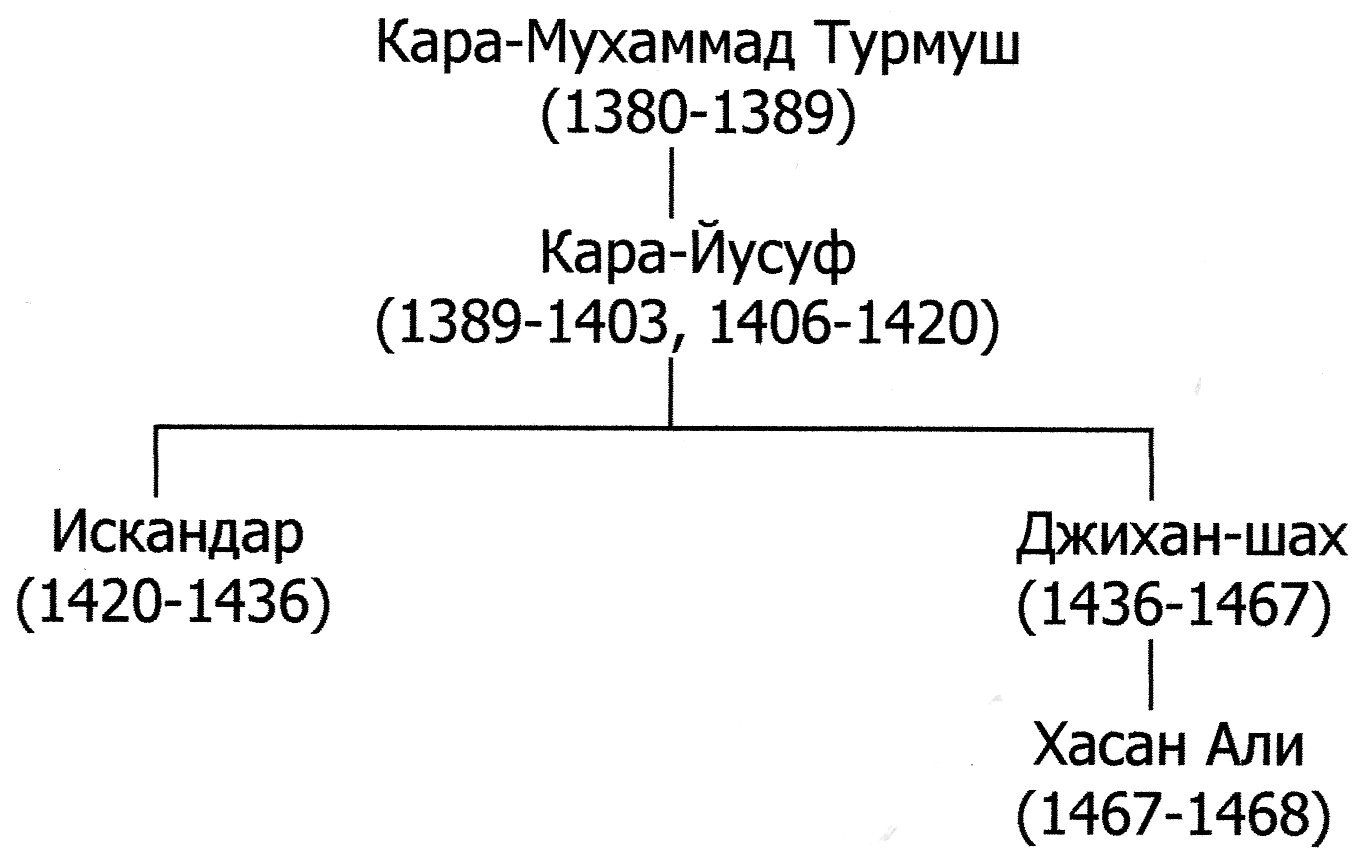
Правители династии Кара-Коюнлу

## История
Вождь конфедерации, Байрам Ходжа, служил Джалаириду султану Увейсу. После смерти Увейса Байрам Ходжа занял Мосул, Эрджиш и Синджар. После смерти в 1380 году Байрама Ходжи его сын (или сын его брата) Абу Наср Кара Мухаммад-бек сохранил территории, которыми правил его отец, но как дока3ательство лояльности Джалаиридам он отдал свою дочь в жёны султану Ахмеду.
В 1387 году Кара Мухаммад захватил Тебриз, но позже он оставил его Тамерлану. Кара Мухаммад хотел показать, что подчиняется мамлюкам и стал читать хутбу  от имени мамлюкского султана Баркука. В 1389/90 году Кара Мухаммаду пришлось отстаивать свое право на лидерство и он был убит в войне с сыном своего брата Хусейна,  Кара Хасаном. Ему наследовал его сын Мисир Ходжа, который вскоре уступил пост правителя  Кара-Юсуфу. Когда Тамерлан прибыл в Анатолию, султан Ахмед выступил против него. Кара Юсуф поддержал Ахмеда как своего сю3ерена, но они  потерпели поражение. Кара Юсуф  несколько раз бежал от Тимура: один раз  к османам, а второй -  в Сирию. В Дамаске их 3аключили в тюрьму по прика3у мамлюкского султана, который опасался гнева Тамерлана. Через некоторое время правитель Дамаска шейх Махмуд восстал против мамлюкского султана Малика Насира Фараджа и освободил Кара-Юсуфа и Ахмеда из тюрьмы после смерти Тамерлана. Они отняли Багдад у внука Тамерлана Абу Бакра, тем самым Ахмед вернул себе свои территории. В 1407 и 1408 годах Кара-Юсуф победил Абу Бакра и убил его отца, правителя Тебриза Мираншаха. С этого момента Кара-Юсуф стал контролировать Тебриз и Азербайджан. Он разгромил Ак-Коюнлу Кара Османа и сделал Диярбакыр своим центром.
Отношения Джалаиридов и Кара-Коюнлу к этому моменту сильно расстроились.
Ахмед Джалаир, воспользовавшись тем, что глава государства Ак Коюнлу Осман Кара Юлук начал поход из Восточной Анатолии на каракоюнлинский Эрзинджан также выступил против Кара-Коюнлу. Однако в 1410 году он потерпел поражение в битве при Шанби-Газане и был казнён вместе с сыновьями. Таким образом Кара Юсуф стал правителем нового государства Кара-Коюнлу, включавшего в себя части Месопотамии, всей Армении и сопредельных территорий. Сам он управлял Южным Азербайджаном, а остальные земли раздал в уделы своим сыновьям. Правители Кара-Коюнлу носили титул «падшах-и Иран», тем самым предъявляя претензии на владения Хулагуидов. Племянник Ахмеда Джалаирида, шах Валад Джалаирид, смог ненадолго удержать Багдад, но год спустя город захватили войска Кара-Коюнлу.
В политическом плане возвышение Кара-Коюнлу означало конец владычества ильханов в Ираке и в Западном Иране, а также провал попытки Тимуридов сохранить свою власть на Западе. Джалаириды в конечном итоге были оттеснены на юг, в нижний Ирак, где они правили городами Эль-Хилла, Васит и Басра, пока не были окончательно побеждены армиями Кара-Коюнлу в 1431 году, что положило конец их правлению. В этническом плане концентрация туркоман ускорила уже достаточно далеко зашедший процесс, в результате которого Азербайджан стал по преимуществу тюркским (и этнически и по языку). Что касается религиозной принадлежности Кара-Коюнлу, то более поздние источники характеризуют их как последовательных шиитов, но источники того времени не столь категоричны. С уверенностью можно говорить лишь о том, что шиитские воззрения преобладали в это время среди туркоман Западной Азии; свидетельством тому может служить возвышение династии Сефевидов.

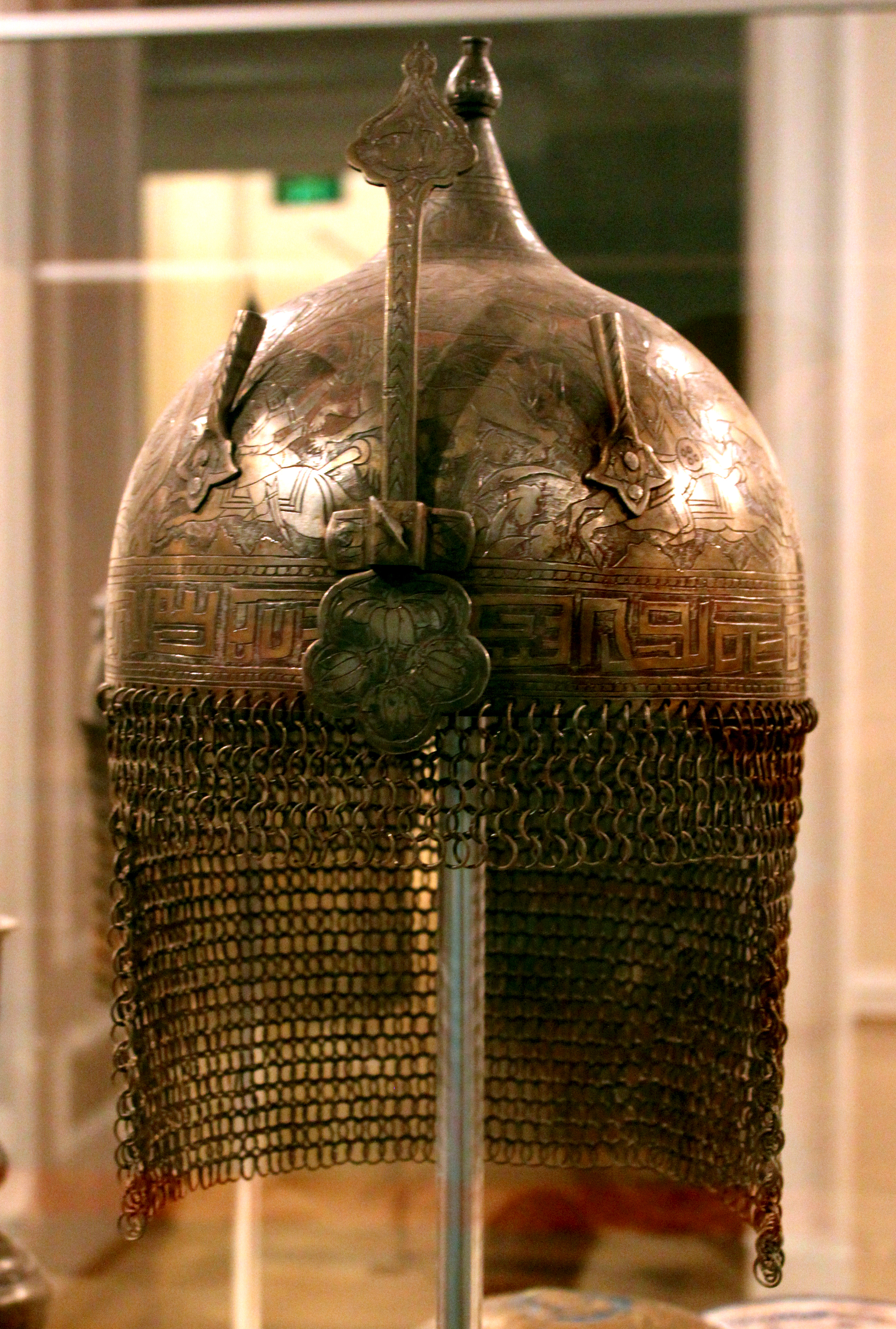
Шлем, относящийся к периоду Кара-Коюнлу. Национальный музей искусств Азербайджана, Баку.

Несмотря на близкое родство Ак-Коюнлу и Кара-Коюнлу, между ними, с самого первого момента их исторической жизни, сказывается резкая противоположность, столь же непобедимая, сколь и постоянная. Вторым сильным противником для Кара Юсуфа являлся властитель государства Тимуридов Шахрух, который не мог смириться с изгнанием своих родственников из Азербайджана. Однако война с Шахрухом оказалась довольно удачной для Кара-Юсуфа, равно как и завоевание Ширвана, ширваншах которого Ибрагим был взят в плен и в итоге признал себя вассалом Кара-Коюнлу. Кара Юсуф щедро раздавал своим соплеменникам и давал эмирам большие союргалы.
После смерти Кара Юсуфа в 1420 году, государство Кара-Коюнлу распалось. В декабре 1420 года Шахрух попытался отнять Азербайджан у сына Кара Юсуфа, Искандар-хана, воспользовавшись тем, что ни один из его сыновей не унаследовал единоличной власти от отца. Несмотря на то, что Тимуридам дважды удавалось победить Искандера в 1420–21 и 1429 годах, только в третьем походе Шахруха в 1434–35 годах Тимуридам удалось добиться успеха, когда Шахрух доверил управление регионом брату Искандера, Джаханшаху (1436–1467 гг.) в качестве своего вассала. В 1436 году он заручился помощью Шахруха, чтобы победить Искандера и захватить трон для себя. Он также был усыновлён женой Шахруха Гаухаршад-бегим и был коронован 19 апреля 1438 года, получив эпитет Музаффар ад-Дин. Джаханшах был также известен как поэт, писавший на азербайджанском тюркском языке под псевдонимом Хакики. Он обладал тонким художественным вкусом, собирал при своем дворе поэтов, возводил изящные постройки (так, по его приказу в 1465 году была построена Голубая мечеть в Тебризе).
Джаханшах добился стабилизации политического положения. Ему удалось подчинить кочевых эмиров и прекратить грабежи мирного населения.
По мнению историков, Джахан-шах был самым сильным и влиятельным правителем Кара-Коюнлу. Высоко образованный меценат, он в то же время отличался крайней деспотичностью и подозрительностью. Пытаясь вести нейтральную политику, он тем самым вызывал недовольство кочевой знати, а его попытки опереться на шиизм, растущую популярность которого в народных массах он хотел использовать в своих целях, навлекли на него ненависть суннитского духовенства.
В целом, в эпоху Джаханшаха происходит расцвет государства Кара-Коюнлу, ставшего крупной империей. Кара-Коюнлу становится одним из важных исламских государств той поры, с высоким уровнем политико-административного устройства, армии, экономики и культуры.

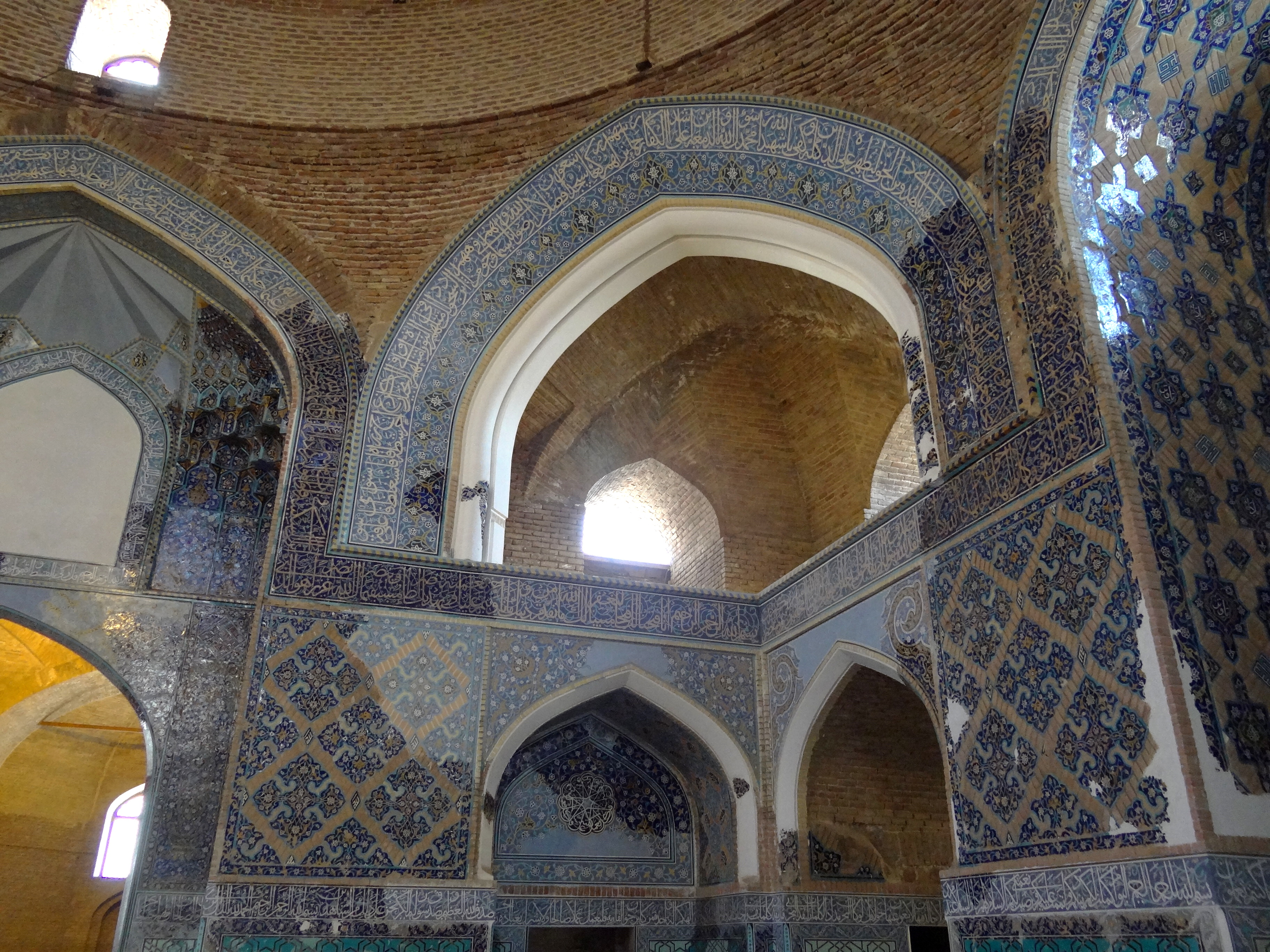
Убранство Голубой мечети в Тебризе.

Воспользовавшись неурядицами среди Тимуридов, Джаханшах возглавил наступление на восток. К 1453 году он занял весь Западный Иран (Персидский Ирак, Фарс и Керман), затем вторгся в Восточный Иран и захватил Хорасан, в 1458 году овладев столицей тимуридских султанов — Гератом. Однако из-за известия о восстании в Азербайджане, поднятом его сыном Хасаном Али, он решил оставить завоеванные земли, положив границей между своим государством и Тимуридами пустыню Деште-Кевир, а с тимуридским султаном Абу Саидом даже заключил в 1459 году союз.
Конфедерация туркменских племён Ак-Коюнлу вела давнюю, но безуспешную борьбу с Кара-Коюнлу за власть и могущество. Всё изменилось, когда к власти у Ак-Коюнлу пришёл Узун-Хасан, он в 1467 году разгромил армию Джаханшаха в сражении близ города Муш в южной Армении, заставив того бежать. Однако войско Ак-Коюнлу не остановилось и погналось за остатками войска Джаханшаха отступавшего из Армении в Азербайджан, настигнув того во время привала, где Джаханшах и нашёл свою смерть. После гибели Джаханшаха на престол вступил один из его двух сыновей Хасан Али (другой сын, Хусейн Али был дервишем, который вскоре был убит). Он собрал небольшие остатки былого войска у Маранда в Иранском Азербайджане, однако первое же сражение в 1468 году закончилось для него и его войска гибелью. После этого поражения Кара-Коюнлу было поглощено Ак-Коюнлу.

## Армения под властью Кара-Коюнлу

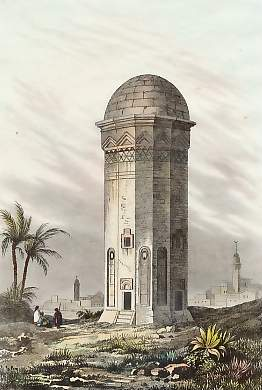
Мавзолей туркменских эмиров в Аргаванде близ Еревана, воздвигнутый в 1413 году. Гравюра Вандербурха «Башня Эривани», 1838 год.

Территория Армении попала под власть Кара-Коюнлу в 1410 году и вплоть до середины XV века подвергалась грабительским набегам кочевников. Основным армянским источником этого периода является историк Товма Мецопеци. Согласно Товмe, хотя Кара-Коюнлу взимали высокие налоги с армян, ранние годы их правления были относительно мирными. Этот тихий период, однако, был разрушен с приходом Искандар-хана, который, по сообщениям, сделал Армению «пустыней» и подверг её «разрушениям и грабежу».
Войны Искандар-хана и поражения от Тимуридов сопровождались дальнейшими разрушениями Армении, многие армяне были взяты в плен и проданы в рабство, а земля подвергалась прямому грабежу, что заставляло многих армян покинуть регион. Тем не менее, Искандар-хан делал также попытки примирения с армянами, особенно с феодалами и духовенством. Так, он принял титул «Шах-и Армен» (Царь армян), а также назначил своим советником армянина Рустама, сына князя Сюника Бешкена Орбеляна. В 1425—1430 гг. Рустам занимал должность губернатора провинции Айрарат с центром в Ереване. Его власть распространялась до Сюника, где правил его отец, всё ещё сохранявший за собой титул «князя князей».
Когда тимуриды начали своё последнее вторжение в регион, они смогли направить против Искандар-хана его брата, Джахан-шаха. Джахан-шах проводил политику преследований армян в Зангезуре, нападал на монастырь Татев. Но и он тоже пытался сблизиться с армянами, предоставлял феодалам земельные участки и восстанавливал церкви.
Господство монгольских ильханов и особенно туркменских завоевателей Кара-Коюнлу и Ак-Коюнлу имели крайне тяжелые последствия для Армении. Были разрушены производительные силы, часть населения подверглась ограблению и истреблению, были уничтожены памятники культуры. Земли отнимались у местного населения и заселялись пришлыми кочевниками, часть армянского населения была вынуждена эмигрировать со своих исторических земель.

## Управление
Государственная организация Кара-Коюнлу была основана в основном на своих предшественниках, Джалаиридах и Ильханидах. Правители Кара-Коюнлу использовали титул султан с тех пор, как Кара Юсуф возвёл на престол Пирбудага. Иногда на монетах появлялся титул багадур. Они также использовали титулы хан, каган и падишах.
Придерживаясь персидской культуры, Кара-Коюнлу использовали персидский язык для дипломатии, литературы и в качестве придворного языка. Дипломатические письма Тимуридам и османам были написаны на персидском языке, в то время как переписка с мамлюкскими султанами велась на арабском. Официальные внутренние документы также были написаны на персидском.
Что касается провинциальной организации, то провинциями управляли шехзаде и беи, у которых в каждой из провинций были малые диваны. Управление у военных губернаторов (беев), как правило, передавалось от отца к сыну. В городах были чиновники, которых называли баскаки, которые занимались финансовыми и административными делами, а также имели политическую власть. У шехзаде и беев были свои собственные солдаты, они были известны как «нукеры», которые у них обучались и получали жалованье.

## Население

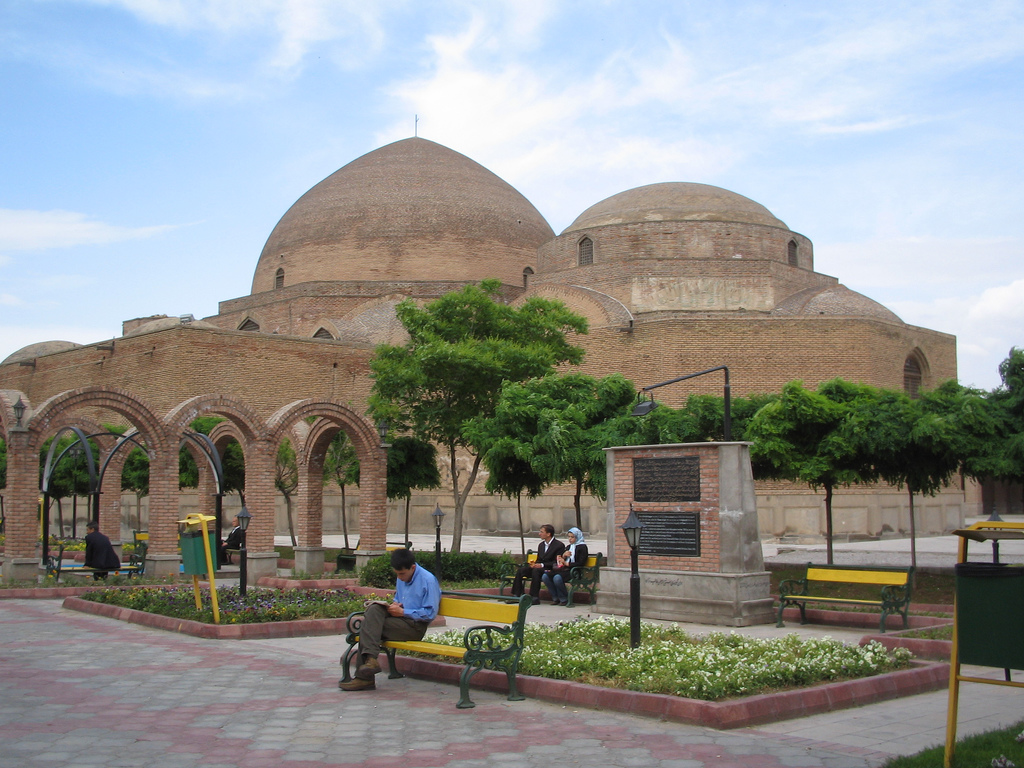
Голубая мечеть (Тебриз).

Территории занимаемые государством Кара-Коюнлу издревле были заняты преимущественно оседлым населением — армянами, курдами, арамейцами и арабами. Другие народы в Кара-Коюнлу, несомненно, эксплуатировались и очень угнетались туркоманами, но их никогда не изгоняли и не уничтожали. Роль национальных меньшинств в политических событиях за редкими исключениями была нулевой; они были страдающими свидетелями событий, на которые, в целом говоря, они не могли оказывать никакого влияния.

## Культура
Во время владычества Тамерлана искусство Кара-Коюнлу испытало заметное влияние Тимуридов. Джаханшах писал свои стихи на азербайджанском и персидском языках. Научные работы, как к примеру труд по истории Кара-Коюнлу и Ак-Коюнлу «Книга о Диярбакыре» Абу Бакра Тихрани, писались на персидском.

## Язык
Рядом исследователей огузское наречие Кара-Коюнлу связывается с азербайджанским языком. Так, например, Фарук Сюмер отмечал, что восточноогузский диалект, на котором говорили Кара-Коюнлу, сегодня называется азербайджанским диалектом. Сердар Гюндогду и Али Ичер (Serdar Gündoğdu ve. Ali İçer) называют азербайджанский язык наследием, доставшимся от туркоманских племен Кара-Коюнлу. Султан Кара-Коюнлу в 1435—1467 Джаханшах является общепризнанным представителем азербайджанской поэзии.